# The Open Door EP
The Open Door EP è un EP del gruppo musicale statunitense Death Cab for Cutie, pubblicato nel 2009.

## Tracce
Tutte le tracce sono state scritte da Ben Gibbard tranne dove indicato.
1. Little Bribes – 2:46
2. A Diamond and a Tether – 3:58
3. My Mirror Speaks (Gibbard/Nick Harmer) – 3:30
4. I Was Once a Loyal Lover – 3:23
5. Talking Bird (Demo) – 3:19